# احمد فتحی حمادی
احمد فتحی حمادی (انگلیسی: Ahmed Fathi Hammadi; ۲۴ اوت ۱۹۴۹ – ۷ ژوئن ۲۰۱۴) بازیکن فوتبال اهل عراق بود.
وی همچنین در تیم ملی فوتبال عراق بازی کرده‌است.